# Олівер Антман
Олівер Антман (фін. Oliver Antman, нар. 15 серпня 2001, Вантаа, Фінляндія) — фінський футболіст, півзахисник нідерландського клубу «Гоу Егед Іглз» та національної збірної Фінляндії.

## Ігрова кар'єра

### Клубна
Олівер Антман починав футбольну кар'єру у клубі «Гністан», до якого приєднався взимку 2018 року. Провів в команді сім поєдинків і в вересні 2018 року перейшов до данського «Норшелланна». Антман став першим гравцем «Гністана», який перейшов до іноземного клуба.
У данському клубі футболіст в травні вже проходив оглядини, де встиг пограти за резервний склад. Першу гру на дорослому рівні футболіст провів у лютому 2019 року. У серпні 2019 року Антман продовжив дію контракту з клубом до вересня 2024 року. Пізніже контракт був ще раз продовжений - до 2025 року.
У серпні 2024 року Антман перейшов до нідерландського клубу «Гоу Егед Іглз», з яким підписав трирічний контракт.

### Збірна
Олівер Антман пограв за юнацькі та молодіжну збіоні Фінляндії. 26 вересня 2022 року у матчі Ліги націй проти команди Чорногорії Антман дебютував у національній збірній Фінляндії. Вже в першій грі футболіст відмітився забитим голом і гольовою передачею. Фінляндія перемогла 2:0.

## Досягнення
«Гоу Егед Іглз»
- Володар Кубка Нідерландів: 2024–25[6]

Особисті
- Команда місяця Ередивізі: березень 2025[7]